# Daniele Conti (1962)
Daniele Conti (Fossombrone, 3 agosto 1962) è un ex calciatore italiano, di ruolo difensore.

## Carriera
Ha disputato 5 incontri in Serie A (stagioni 1981-1982 e 1982-1983) con la maglia del Cesena (esordio in massima serie l'8 novembre 1981 in occasione del pareggio interno con la Fiorentina).
Ha inoltre totalizzato 52 presenze in Serie B nelle file di Cesena  e Taranto, ottenendo coi romagnoli, sia pur con una sola presenza all'attivo, la promozione in A nella stagione 1980-1981.